# 聖積寺
聖積寺位於四川峨眉山上，古名慈福院，是入山的第一大寺。過興聖寺二里，後成為萬年寺磚殿的下院，1959年被毀，寺內遺物有聖積銅鐘（現位於報國寺）、聖積寺銅塔（現位於伏虎寺內）。

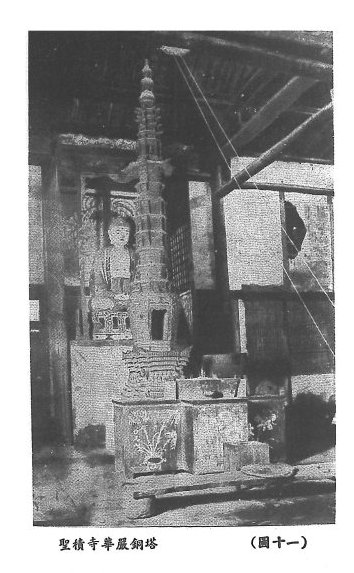
聖積寺華嚴銅塔

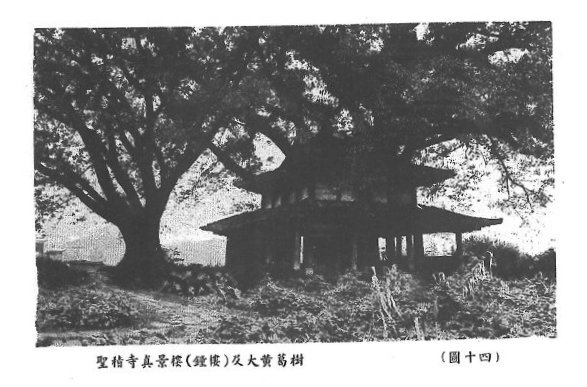
聖積寺真景樓及大黃葛樹